# Profesionalni razvoj
Profesionalni razvoj oz. poklicni razvoj se nanaša na znanje, ki je doseženo za osebni razvoj in poklicno napredovanje. Pri tem je kot znanje mišljen preplet poznavanja oz. vedenja, spretnosti, veščin in odnosov. Zajema vse vrste učenja, od visokošolskih stopenj izobraževanja do ostalih oblik učenja in strokovnega izpopolnjevanja, konferenc in neformalnih učnih priložnosti, ki nastanejo v praksi. Obstajajo različne vrste učenja, ki pripomorejo k profesionalnemu razvoju: konzultacija oz. posvetovanje, treniranje oz. kovčing, učenje v skupnosti, mentorstvo, supervizija ...

## Udeleženci
So najrazličnejši poklicnih profilov: učitelji, zdravstveni delavci, odvetniki ... Kot posamezniki sodelujejo v strokovnem izpopolnjevanju, ker imajo interes na področju vseživljenjskega učenja, občutek moralne dolžnosti, ohraniti in izboljšati strokovno usposobljenost, izboljšati poklicno napredovanje, slediti novim tehnologijam in praksi ipd. Strokovno izpopolnjevanje je pomemben element profesionalnega razvoja učiteljev oz. profesorjev.

## Oblike
V širšem smislu gre za različne formalne oblike poklicnega oz. strokovnega izpopolnjevanja, ki se zahtevajo za pridobitev ali ohranitev zaposlitve. Programi so lahko tako formalni kot neformalni, namenjeni posamezniku ali skupini istega oz. podobnega poklicnega profila. Profesionalni razvoj je širok pojem, ki zajema veliko ljudi, interesov in pristopov. Tisti, ki sodelujejo pri profesionalnem razvoju delijo skupni cilj krepitve njihovih sposobnosti za opravljanje svojega poklicnega dela. V središču profesionalnega razvoja je interes posameznika za vseživljenjsko učenje in razširitev svojih sposobnosti in poglobitev svojega znanja.
Najpogostejše oblike:
- študija primera – učni pristop, ki udeležencem strokovnega izpopolnjevanja predstavi konkreten primer, in sicer tako, da so oni vključeni v reševanje problema;
- posvetovanje – namen je pomagati posamezniku ali skupini, da razjasni in odpravi oz. reši problem, s katerim se sooča),
- "coaching" – želi se okrepiti kompetence posameznika na določenem področju usposobljenosti, in sicer z zagotavljanjem procesa opazovanja, razmišljanja in delovanja;
- učenje v skupnosti – je oblika strokovnega delovanja s sodelovanjem v skupnosti in učenje z ljudmi, ki imajo skupni cilj;
- mentorstvo – gre za spodbujanje posameznikove zavesti in izboljšanje njegovega lastnega profesionalnega razvoja z zagotavljanjem strukturirane priložnosti za razmislek in opazovanje;
- refleksivna supervizija – gre za podporo, razvoj in končno ocenjevanje uspešnosti zaposlenih s pomočjo postopka preiskave, ki spodbuja njihovo razumevanje in artikulacijo utemeljitve svoje lastne prakse.

## Profesionalni razvoj učiteljev
Pojem se nanaša na proces, v katerem učitelj utemelji in vzdržuje najvišjo raven profesionalne usposobljenosti, ki jo je sposoben doseči. Vsak učitelj v svojem poklicnem oz. profesionalnem razvoju preide določena obdobja, ki imajo specifično vlogo, značilnosti in posledice. Različni avtorji, ki so se ukvarjali s tem področjem, navajajo različne modele oz. stopnje profesionalnega razvoja učiteljev.

### Berlinerjev stopenjski model
Loči pet stopenj:
- 1. stopnja – učitelj novinec;
- 2. stopnja – učitelj začetnik;
- 3. stopnja – usposobljeni učitelj (praktik);
- 4. stopnja – uspešni učitelj (strokovnjak);
- 5. stopnja – učitelj izvedenec.

### Ryanov model
Glede na ta model se učiteljev profesionalni razvoj deli na tri osnovna obdobja (stadije):
- 1. obdobje – obdobje idealnih predstav;
- 2. obdobje – obdobje preživetja;
- 3. obdobje – obdobje izkušenosti.

Nekateri avtorji so ta model dopolnili s 4. obdobjem - obdobje ponovne dovzetnosti za vplivanje.

### Fazni model razvoja kariere slovenskih učiteljev
Petra Javrh je na podlagi kvalitativne raziskave poklicnih biografij zaposlenih učiteljev osnovnih in srednjih šol in primerjave empiričnih podatkov z modelom Hubermana izdelala S-model (slovenski model) profesionalnega razvoja učiteljev.
- 1. faza – preživetje in odkrivanje (1–3 let poučevanja);
- 2. faza – stabilizacija (4–6 let poučevanja);
- 3. faza – poklicna aktivnost in eksperimentiranje (7–18 let poučevanja);
- 4. faza – kritična odgovornost (19–30 let poučevanja);
- 5. faza – sproščeno ali zagrenjeno izpreganje (31–40 let poučevanja).